# Сільвія Манріке
Сільвія Манріке (ісп. Silvia Manrique, 6 березня 1973) — іспанська хокеїстка на траві.
Олімпійська чемпіонка 1992 року, учасниця 1996 року.
Срібна призерка Чемпіонату Європи 1995 року.
Срібна призерка Виклику чемпіонів 2003 року.